# Michael McMillian
Michael McMillian, né le 21 octobre 1978 à Colorado Springs (Colorado), est un acteur et auteur américain. Il est notamment connu pour ses rôles d'Henry Gibson dans Ce que j'aime chez toi, Steve Newlin dans True Blood et Tim dans Crazy Ex-Girlfriend.
McMillian est aussi l'auteur et créateur de la bande dessinée : Lucid, pour Before the Door Pictures et Archaia Studios Press.

## Biographie
McMillian est né à Colorado Springs, Colorado et a grandi dans Olathe, Kansas où il suit sa seconde dans le lycée Blue Valley Northwest High School. En 1995, Michael intègre l'Interlochen Arts Academy où il étudie le théâtre. Il confie que pendant son adolescence, il "lisait des magazines de bandes dessinées mais n'était pas bon au sport" et "a beaucoup été harcelé". McMillian a continue à suivre l'Université de Carnegie Mellon où il est découvert et signe avec un agent.

## Filmographie

### Cinéma
- 2004 : Dorian Blues : Dorian Lagatos
- 2007 : La colline a des yeux 2 (The Hills Have Eyes II) : David "Napoleon" Napoli
- 2008 : Dimples : Henry
- 2009 : Dans ses rêves (Imagine That) : Brock Pressman
- 2010 : Half-Dragon Sanchez : Michael Brandtley
- 2013 : Banshee Chapter : James Hirsch
- 2016 : The Tiger Hunter : Winston
- 2021 : Good on Paper : l'avocat de Dennis

### Télévision
- 2002 : Touche pas à mes filles : Guy
- 2003 : Firefly : Jeune espoir
- 2003 : Miracles : Kevin Kettridge
- 2003-2005 : Ce que j'aime chez toi : Henry Gibson (25 épisodes)
- 2005 : Veronica Mars : Pete Comiscky
- 2005 : FBI : Portés disparus : Paul Cartwright
- 2005 : Marsha Potter Gets a Life (téléfilm)
- 2006 : Big Love : Chad
- 2006 : Saved : Harper Sims (13 épisodes)
- 2007 : Scrubs : Patrick (saison 6)
- 2008 : Small Town News (téléfilm) : Daniel
- 2008-2014 : True Blood : Steve Newlin (38 épisodes)
- 2009 : Mentalist : Drew Abner
- 2009 : Rockville CA : Brett (4 épisodes)
- 2010 : Love and The City (Beauty and the Briefcase) (téléfilm) : Tom
- 2010 : The Whole Truth : Walter Williams
- 2011-2015 : Hot in Cleveland : Owen (6 épisodes)
- 2011 : Les Experts : Manhattan : Neal Cooper
- 2011 : Futurestates : Dr.Slate
- 2011 : Love Bites
- 2012 : House of Lies : Paul
- 2012 : Dr Emily Owens : Blake
- 2013 : Jon Davis gets a Sex Robot : Jon Davis
- 2015 : Major Crimes : Les Dickerhoof
- 2015-2019 : Crazy Ex-Girlfriend : Tim (22 épisodes)
- 2016 : Shameless : Tyler
- 2016 : Hawaii 5-0 : Chris Dalton (saison 6, épisode 17)
- 2015 : Silicon Valley : Aaron Anderson "double A" (2 épisodes)
- 2016 : NCIS : Enquêtes spéciales : David Kemmons  (saison 14, épisode 4)
- 2017 : Micah the Asshole Ghost (téléfilm) : James
- 2018 : NCIS : Los Angeles : Donald Jenkins
- 2020 : Robot Chicken : Cyclops / George Taylor / M. Bucket
- 2020 : Perry Mason : Oliver Fogg
- 2021 : Superstore : client qui coupe la fil